# Spółgłoska drżąca języczkowa dźwięczna
Spółgłoska drżąca języczkowa – rodzaj dźwięku spółgłoskowego występujący w językach naturalnych, oznaczany w międzynarodowej transkrypcji fonetycznej IPA symbolem [ʀ].

## Artykulacja

### Opis
W czasie artykulacji tej spółgłoski:
- modulowany jest strumień powietrza wydychany z płuc, czyli jest to spółgłoska płucna egresywna
- tylna część podniebienia miękkiego zamyka dostęp do jamy nosowej, jest to spółgłoska ustna
- prąd powietrza w jamie ustnej uchodzi wzdłuż środkowej linii języka – spółgłoska środkowa
- tylna część języka dotyka języczka – jest to spółgłoska języczkowa
- wiązadła głosowe periodycznie drgają, spółgłoska ta jest dźwięczna

### Warianty
Opisanej powyżej artykulacji może towarzyszyć dodatkowo:
- wzniesienie środkowej części grzbietu języka w stronę podniebienia twardego, mówimy wtedy o spółgłosce zmiękczonej (spalatalizowanej): [ʀʲ]
- przewężenie w gardle, mówimy  spółgłosce faryngalizowanej spółgłosce: [ʀˤ]
- zaokrąglenie warg, mówimy wtedy o labializowanej spółgłosce [ʀʷ]

## Przykłady
- w języku francuskim: france [fʀɑ̃s], "Francja" (w niektórych dialektach; najczęstsza jest wymowa [ʁ])
- w języku niemieckim: rot [ʀoːt] "czerwony" (w niektórych dialektach; w innych w tym wyrazie występuje [r] lub [ʁ])
- w języku portugalskim: carro [ˈkaʀu] "samochód" (w wariancie europejskim)

## Spółgłoska drżąca języczkowa podniesiona
W dialektach miast Maastricht i Weert języka limburskiego występuje jako fonem (choć nie kontrastujący z [ʀ]) głoska drżąca języczkowa, która w odróżnieniu od [ʀ] cechuje się podniesieniem miejsca artykulacji [ʀ̝] i zwężeniem przestrzeni między językiem a języczkiem przez co przyjmuje charakter głoski szczelinowej. Głoska jest dźwięczna, ale częściowo traci swoją dźwięczność na końcu sylaby.